# The Notwist
The Notwist est un groupe de rock indépendant allemand, originaire de Weilheim. Il s'est fait connaître dans les années 1990.

## Biographie

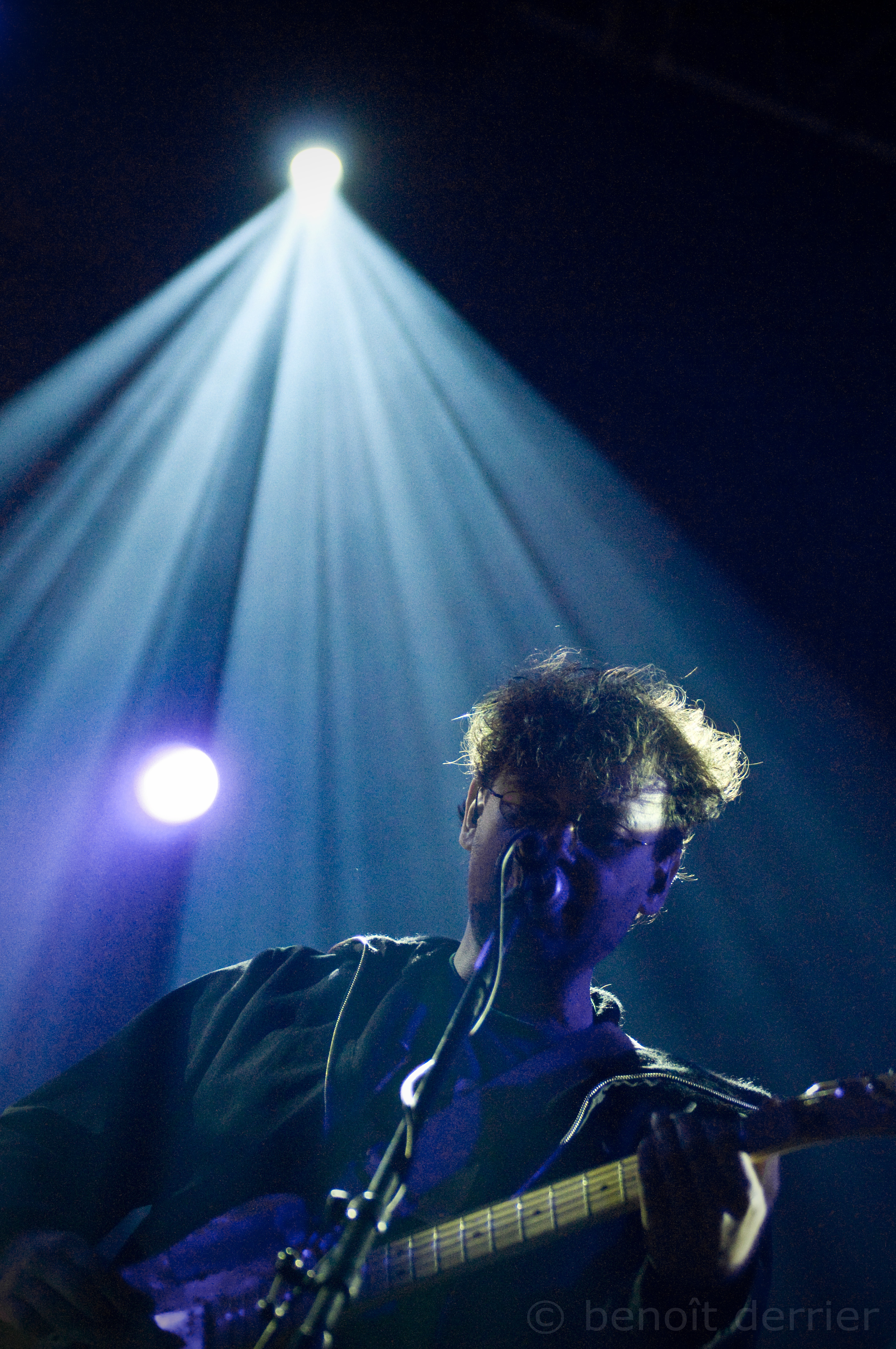
The Notwist à Marsatac en 2008.

Originaire de la petite ville de Weilheim, en Bavière, plus connu pour avoir vécu à Hanovre, ce groupe offre en quelque sorte deux visages : celui de ses débuts, avec des albums à dominante punk et metal alternatif (The Notwist, en 1990, Nook en 1992 et 12 en 1995) et celui plus pop et électronique à partir de l'album Shrink, en 1998. Cette transformation est due entre autres à l'arrivée, en 1997, de Martin Gretchschmann au sein du groupe. 
12 peut en ce sens faire figure d'album charnière puisqu'on y retrouve déjà les mélodies pop et mélancoliques qui seront présentes par la suite à partir de Shrink (dans les morceaux Torture Day, Puzzle ou encore 12). D'une grande richesse musicale, Shrink offre ainsi un mélange savoureux d'electronica et de jazz ; ingrédients qu'on retrouvera partiellement dans Neon Golden, sorti en 2002. Ce dernier est cependant moins radicalement expérimental que Shrink, et laisse pour l'essentiel de côté les incursions dans le domaine du free jazz. Acclamé par la critique et le public, ce dernier disque permet à The Notwist d'acquérir une certaine renommée, et de les faire figurer parmi les groupes indies les plus importants de sa génération. L'attirance d'un temps des membres de Radiohead pour Lali Puna, et les déclarations élogieuses que leur guitariste Colin Greenwood formula dans certains interviews pour le groupe, jouent également en faveur de la reconnaissance de The Notwist.
Après six ans d'absence (durant lesquels les membres du groupe se sont occupés avec leurs projets parallèles), The Notwist revient avec un nouvel album sorti en juin 2008 et précédé par la distribution gratuite du titre Good Lies sur le site cityslang.com. The Devil, You + Me est un disque qui se veut dans la lignée des deux précédents, tout en explorant certains aspects inédits, comme de travailler avec un orchestre à cordes (certains titres ont été écrits avec l'Andromeda, Mega Express Orchestra, ensemble berlinois dont la musique oscille entre le classique et le jazz). La sortie du disque est suivie d'une tournée européenne.
Le 24 février 2014, The Notwist est de retour avec son huitième album Close to the Glass. En janvier 2015, Close to the Glass est nommé pour l'IMPALA de l'album indépendant européen de l'année. Cette même année, Martin Gretschmann quitte le groupe après près de vingt ans de service

## Membres

### Membres actuels
- Markus Acher - guitare, chant
- Michael Acher - basse
- Andi Haberl - batterie (depuis 2007)

### Ancien membre
- Martin Gretschmann — claviers (1997–2015)[7]
- Martin 'Mecki' Messerschmid - batterie (1989-2007)

## Projets parallèles
- Martin Gretschmann fait partie du groupe Console
- Martin Gretschmann est également DJ sous le nom de Acid Pauli
- 13 and God est une collaboration entre The Notwist et Themselves
- Markus Acher fait partie du quatuor Lali Puna
- Markus Acher fait partie du trio Village of Savoonga
- Micha Acher fait partie du duo Ms. John Soda

## Discographie
- 1990 : The Notwist
- 1992 : Nook
- 1995 : 12
- 1998 : Shrink
- 2002 : Neon Golden
- 2008 : The Devil, You + Me
- 2009 : Music for "Storm"
- 2014 : Close to the Glass
- 2015 : The Messier Objects
- 2016 : Superheroes, Ghostvillains + Stuff
- 2021 : Vertigo Days